# Mie Nielsen
Mie Østergaard Nielsen (Aalborg, 25 settembre 1996) è un'ex nuotatrice danese.
Specializzata nel dorso, ha vinto la medaglia di bronzo alle Olimpiadi di Rio de Janeiro 2016 nella staffetta 4x100m misti.

## Carriera
Figlia di Benny Nielsen, medaglia d'argento nei 200 m farfalla alle Olimpiadi di Seul 1988, Mie ha partecipato agli europei giovanili di Belgrado 2011 vincendo due medaglie d'oro nei 50 m dorso e nei 100 m dorso, oltre ad un argento e un bronzo rispettivamente nei 100 m stile libero e nei 4x100 m misti. In seguito, all'età di 15 anni, inizia a vincere le sue prime medaglie da senior prendendo parte agli europei in vasca corto di Stettino dello stesso anno dove batte anche il record nazionale nei 100 m dorso.
Mie Nielsen ha partecipato alle Olimpiadi di Londra 2012 ottenendo il 17º posto nei 100 m dorso, il 28º nei 200 m dorso, il 6º posto nella staffetta 4x100 m stile libero e il 7º nei 4x100 m misti. Reduce dai Giochi olimpici, si conferma tra le atlete di punta durante i mondiali in vasca corta di Istanbul 2012 vincendo l'oro nei 4x100 m misti, l'argento nei 100 m dorso e il bronzo nella staffetta 4x100 m stile libero. Un infortunio al ginocchio, che l'ha costretta a sottoporsi a un intervento chirurgico, le ha impedito di gareggiare ai mondiali di Barcellona 2013.
Ai campionati europei di Londra 2016 si è aggiudicata il titolo dei 100 m dorso stabilendo il record dei campionati con il tempo di 58"73. Successivamente disputa la sua seconda Olimpiade giungendo ai piedi del podio nei 100 m dorso di Rio de Janeiro 2016, dietro la canadese Kylie Masse e la cinese Fu Yuanhui terze a pari merito (58"76 contro i 58"80 della danese); si rifà comunque dopo, vincendo il bronzo nella 4x100 m misti.

## Palmarès
- Giochi olimpici

Rio de Janeiro 2016: bronzo nella 4x100m misti.
- Mondiali

Kazan 2015: bronzo nei 100m dorso.
- Mondiali in vasca corta

Istanbul 2012: oro nella 4x100m misti, argento nei 100m dorso e bronzo nella 4x100m sl.
Doha 2014: oro nella 4x50m misti e nella 4x100m misti e bronzo nella 4x50m sl.
Windsor 2016: bronzo nella 4x50m misti.
- Europei

Berlino 2014: oro nei 100m dorso e nella 4x100m misti, bronzo nei 50m dorso.
Londra 2016: oro nei 100m dorso e argento nei 50m dorso.
Glasgow 2018: argento nella 4x100m misti e bronzo nella 4x100m sl.
- Europei in vasca corta

Stettino 2011: oro nella 4x50m misti, argento nella 4x50m sl, bronzo nei 100m dorso e nei 100m misti.
Herning 2013: oro nei 100m dorso, nella 4x50m sl e nella 4x50m misti.
Copenaghen 2017: bronzo nella 4x50m sl.
- Europei giovanili

Belgrado 2011: oro nei 50m dorso e nei 100m dorso, argento nei 100m sl e bronzo nella 4x100m misti.
Anversa 2012: oro nei 50m dorso e nei 100m dorso e bronzo nei 200m sl.

## International Swimming League
| Stagione 2019 |
| ------------- |
| Iron          |